# Lesbienne d'un côté, sodomisée de l'autre

Lesbienne d'un côté, sodomisée de l'autre est un film pornographique français réalisé par James H. Lewis en 1983 et sorti en salles en décembre de la même année.  

## Synopsis
Un homme raconte à un ami ses exploits sexuels : en compagnie de lesbiennes en retrait des tranchées pendant la Grande Guerre, puis à l'hôpital militaire avec sa marraine de guerre. Plus tard au bordel de Madame Adèle, plus tard encore avec une automobiliste sur le capot de la voiture...

## Fiche technique
Diffusé par Audifilm, ce film, tourné en vidéo et en couleurs et d'une durée d'une heure, a été diffusé en salles à Paris le 28 décembre 1983.
À sa sortie, il était interdit aux moins de dix-huit ans.

## Distribution
Le rôle du poilu est interprété par Sandro Lobus, celui de son ami par André Kay. Nadine Proutnal joue le rôle d'une des filles de madame Adèle ; Lilian Grey apparaît dans trois rôles différents : celui d'une des lesbiennes de la première scène, celui de madame Adèle et celui de l'automobiliste.